# Жостовская фабрика декоративной росписи
Жостовская фабрика декоративной росписи — советское и российское предприятие народного художественного промысла.

## История

### XIX век
Зарождение художественного лака как промысла связывают с именем Петра Ивановича Коробова, который перенял технологию производства изделий из папье-маше на фабрике Иоганна Штобвассера в Брауншвейге и в 1790-х годах открыл в селе Данилково Марфинской волости (сейчас входит в состав деревни Федоскино) собственное лакокрасочное производство.
В 1817—1819 году лаковый промысел продолжил развивать П. В. Лукутин, который расширил Федоскинское производство до 20 человек. Лавочник Филипп Вишняков закупал товар у Лукутина большими партиями и имел возможность изучить процесс производства, а затем — самостоятельно его воспроизвести.
В 1825 году была открыта мастерская братьев Вишняковых: «Заведение братьев Вишняковых лакированных металлических подносов, сухарниц, поддонов, из папье-маше шкатулок, портсигаров, чайниц, альбомов и проч… существует с 1825 г.».
Первые жостовские подносы изготавливались из папье-маше, как и выпускавшиеся вместе с ними баульчики, табакерки, марочницы и шкатулки. По мнению ряда исследователей, позже жостовцы переняли опыт у мастеров из Нижнего Тагила и стали изготавливать подносы из металла. Первые упоминания жостовских металлических подносов относятся к 1839 году в указателе Всероссийской промышленной выставки и в 1843 году в указателе третьей Московской выставки российских мануфактурных изделий.
Соседство художников, пишущих миниатюры на папье-маше и расписывающих подносы, формировало более натуральный (в сравнении с условным, декоративным стилем народной росписи) стиль мастерской Вишнякова. Неповторимый жостовский стиль в основном сформировался в 1870—1880-е годы. Основу его составляли крупные цветы в окружении свежей листвы, свободно брошенные на поднос.
Существовало несколько сортов подносов: высший — роспись в три слоя по цветному фону; первый сорт — та же роспись по черному фону; второй сорт — роспись в два слоя; третий сорт — двухслойная роспись на подносе, загрунтованном только с лицевой стороны.
В 1830-х годах в Троицкой волости насчитывалось 8 подносных мастерских, к 1850-м годам их было уже 12.
К 1880-м годам в Жостово в 6 мастерских и 7 домашних производствах работало в общей сложности 49 ремесленников.

### XX век
Под влиянием ряда кризисных явлений, к 1912 году в Жостово осталось лишь 4 мастерские и 2 домашних производства. Позже благодаря мерам господдержки началось восстановление промысла.
Приход советской власти ознаменовался стремлением сделать жостовскую роспись областью деятельности профессиональных художников, а поднос — предметом искусства.
В 1924 году в Жостово возникли две артели — «Жостовская трудовая артель» и «Спецкустарь», в 1925 году — артель «Лакировщик». В 1928 году эти три артели слились в одну — «Металлоподнос». В 1929 году был создан промкомбинат с правлением в Новосильцево и отделением правления в Жостово, на месте которого в 1930 году было построено каменное здание артели, объединившее производство подносов в окрестных деревнях.
В 1920-30-х годах жостовские подносы с цветочной росписью большими партиями поставлялись на экспорт во Францию, Англию, США.
К 1938 году на промысле было занято 212 мастеров, в том числе около 70 живописцев.
В первые дни войны многие мастера были призваны в армию или ушли в ополчение. В конце 1942 года ведущие мастера промыслов были отозваны с фронта, было запрещено использовать их на других работах.
К выставке «Русские художественные лаки», открывшейся в канун окончания войны в Музее народного искусства, жостовские мастера подготовили 63 подноса. Шесть подносов было отправлено на Международную выставку в Лондоне (1945). В 1946 году жостовские подносы демонстрировались на Выставке прикладного декоративного искусства в Москве, выставках в Чехословакии и Финляндии, а в 1947 году — на фестивале молодежи в Праге и на Международной выставке в Каире.
В 1950-х годах проявилась новая волна станковизма. В жостовском искусстве стали появляться букеты, составленные из множества садовых и полевых цветов из ботанических атласов, открыток и фотографий с натуралистическими деталями: ягодками, веточками, травками, сучками.
В 1950-60 годы в промысел пришли профессионально подготовленные художники (выходцы из местных семей, прошедшие обучение в Федоскинской художественной профшколе), быстро выработавшие свой стиль цветочной росписи, соответствовавший современному представлению о народном искусстве.
В 1960 году решением Совета министров СССР Жостовская артель была преобразована в Жостовскую фабрику декоративной росписи.
1970-80-е годы стали временем расцвета художественной цветочной росписи. Много внимания уделялось росписи по потали, металлическим порошкам, перламутровой инкрустации. Изменилась композиция букета. Образцы продукции стали чаще попадать на крупные выставки в стране и за рубежом.
В 1975 году в связи со 150-летием промысла Жостовская фабрика была награждена орденом «Знак Почёта» за высокий художественный уровень изделий.
В 1993 году Жостовская фабрика была включена в Государственный свод особо ценных объектов культурного наследия народов Российской Федерации.

### Современное состояние
К концу 2002 года у Жостовской фабрики скопились многомиллионные долги перед налоговой инспекцией, энергетиками и газовиками, началась процедура банкротства. С фабрики были уволены 150 человек, включая всех жостовских художников, среди которых были народные и заслуженные художники России и лауреаты госпремий.
Министерство культуры пыталось воспрепятствовать банкротству, помогая в поиске источников для погашения долгов фабрики, находящейся в федеральной собственности, но помочь не смогло.
В рамках конкурсного производства в 2004 году состоялись торги по продаже имущества фабрики. Финансовым агентом по продаже имущества выступил «Мастер-банк», который приобрел Жостовскую фабрику и оформил на ООО «Вест» и ООО Торговый дом «Жостово». За время владения фабрикой «Мастер-банк» сумел вернуть часть художников, восстановить производство и сбыт. Был начат проект по развитию промысла и повышению маржинальности бизнеса за счёт строительства жилого посёлка на земле фабрики.
В конце 2013 года у «Мастер-банка» была отозвана лицензия, а в начале 2014 года он стал банкротом. Вслед за ним банкротом была признана и фабрика как застройщик и заемщик банка, не успев освоить кредитные средства и не достроив посёлок.
В 2017 году Жостовская фабрика была вновь выкуплена на торгах по банкротству. Новые собственники решили проблемы, оставшиеся после постройки, инвестировали средства в возрождение и сохранение промысла.
Предприятие является единственным обладателем права на использование наименования места происхождения товара (НМПТ) «Жостово».

## Экспонирование
При фабрике существует музей «Жостово». Также продукция фабрики представлена в коллекциях множества других музеев.
В коллекции Эрмитажа можно увидеть: запонку с миниатюрой, коробочку-копилку, спичечницу, табакерку, сигарницу, коробку чайную, чайницу в виде бочонка, яйцо пасхальное красное с золоченными розетками, стакан для карандашей, перчаточницу 1880 года.
В Сергиево-Посадском музее-заповеднике и Московском областном музее народных промыслов хранятся настольные письменные приборы из нескольких предметов: подставка для бумаг, чернильницы, карандашницы, визитницы, пресс-папье, ножи для резки бумаги.
Также фабрика производила упаковку для чайного дома Перлова в виде коробочек для чая с цветочной росписью и пудреницы для картонных коробок фабрики «А. Ралле и Ко».
Ежегодно проводится множество выставок в различных музеях, посвящённых продукции фабрики.
В 2019—2020 годах вышел цикл документальных фильмов «Золотой фонд Жостовской фабрики». Первая серия была посвящена Вячеславу Ивановичу Леткову.

## Руководство
Директора
- 1960—1987 — Куракин, Павел Иванович
- 1987—2002 — Ермошкин, Анатолий Федорович
- 2005—2017 — Логвинова, Наталия Анатольевна
- 2017-н.в. — Климачев, Андрей Алексеевич

Главные художники
- 1960—2006 — Графов, Борис Васильевич
- 2010-н.в. — Лебедев, Михаил Викторович

## Галерея
- Вывеска мастерской Вишнякова
- Художники фабрики
- Художники фабрики
- Процесс обучения художников
- Поднос
- Поднос XIX века в музее «Жостово»